# Schönnewitz (Käbschütztal)
Schönnewitz ist ein Ortsteil der sächsischen Gemeinde Käbschütztal im Landkreis Meißen.

## Geographie
Der Ort Schönnewitz befindet sich etwa neun Kilometer südwestlich der Kreisstadt Meißen auf rund 200 m ü. NN. Schönnewitz befindet sich im Süden des Käbschütztaler Gemeindegebietes. Als weitere große nahe gelegene Gemeinde ist die Stadt Nossen zirka zehn Kilometer in südwestlicher Richtung von Schönnewitz entfernt. Durch den Ort fließt die Käbschütz, die bei Heynitz entspringt und bei Zöthain (Stadt Lommatzsch) in den Ketzerbach mündet. Dieser entwässert bei Zehren (Gemeinde Diera-Zehren) in die Elbe. Der Schönnewitzer Ortskern liegt nur etwa 200 Meter östlich der Bundesstraße 101, die Meißen und Nossen verbindet und bei Nossen den Anschluss zur Bundesautobahn 14 herstellt. Von Schönnewitz führt zudem eine Straße in den Nachbarort Luga. Das bäuerlich geprägte Dorf verfügt über Drei- und Vierseithöfe, von denen ein Wohnstallhaus aus dem 19. Jahrhundert unter Denkmalschutz und damit in der sächsischen Kulturdenkmalliste steht.
Schönnewitz bildet eine eigene Gemarkung, die im Norden an Görna, im Osten an Luga, im Süden an Görtitz und im Westen an Krögis grenzt. Alle umliegenden Orte sind Teile der Gemeinde Käbschütztal, jedoch verfügt Görtitz nur über eine Gemarkung und nicht über einen offiziellen Ortsteilstatus und wird daher Krögis zugerechnet.

## Geschichte
Ein Dorf wurde an dieser Stelle erstmals 1334 als Schinewicz oder Schynewicz genannt. Es war im 14. Jahrhundert zum Castrum (Burg) Meißen gehörig, bis ins 19. Jahrhundert hinein wurde es dann vom Erbamt Meißen und später vom Amt Meißen verwaltet. Der Ortsname wandelte sich über Schonwicz (1466) und Sennewitz (1480) zu Schenewitz (1547) und Schonnebitz (1551). Für das Jahr 1791 ist erstmals der Name Schönnewitz überliefert. Die Grundherrschaft übte in Schönnewitz im 16. Jahrhundert das Rittergut Batzdorf (heute zu Klipphausen) aus, später waren die von Robschütz Grundherren im Dorf. Durch die Sächsische Landgemeindeordnung von 1838 erhielt der Ort Eigenständigkeit als Landgemeinde.
Um das Gassendorf Schönnewitz erstreckte sich im Jahr 1900 eine 90 Hektar große Blockflur, die landwirtschaftlich genutzt wurde und auch heute noch vornehmlich Ackerfläche ist, abgesehen vom Tal der Käbschütz. Kirchlich gehörte der Ort nach Krögis, er war schon im 16. Jahrhundert dorthin gepfarrt und gehört heute zur Kirchgemeinde Krögis. Die Einwohner des Dorfes waren seit der Reformation in Sachsen vorwiegend evangelisch-lutherischer Konfession. Im Jahr 1925 waren von 59 Einwohnern 56 evangelisch-lutherisch und drei katholisch. Die Selbstständigkeit verlor Schönnewitz am 1. November 1935, als acht ehemals selbstständige Landgemeinden, darunter neben Schönnewitz auch der Nachbarort Luga, nach Krögis eingemeindet wurden. Nach dem Zweiten Weltkrieg wurde Krögis mit Schönnewitz Teil der Sowjetischen Besatzungszone und später der DDR. In der Kreisreform 1952 kam es zur Angliederung der Orte an den Kreis Meißen im Bezirk Dresden, der im Wesentlichen aus der Amtshauptmannschaft Meißen (später Landkreis Meißen) hervorgegangen war. Die Bauern im Dorf gingen nun den Weg der Landwirtschaft in der DDR. 
Nach Wende und Wiedervereinigung wurde Schönnewitz Teil des neugegründeten Freistaates Sachsen. In der Kreisreform 1994 wurde der Landkreis Meißen-Radebeul (ab 1996 Landkreis Meißen) aus dem alten Gebiet des Kreises Meißen und Teilen des Kreises Dresden-Land gebildet, dem Schönnewitz bis 2008 angehörte. Ebenfalls 1994 vereinigten sich Krögis, Jahna-Löthain und Planitz-Deila zur neuen Großgemeinde Käbschütztal mit 37 Ortsteilen. Diese Gemeinde ist seit dem 1. August 2008 Teil des in der Kreisreform Sachsen 2008 aus Landkreis Meißen und Landkreis Riesa-Großenhain gebildeten dritten Landkreises Meißen.

### Entwicklung der Einwohnerzahl
| Jahr | Einwohnerzahl                |
| ---- | ---------------------------- |
| 1551 | 8 besessene Mann, 8 Inwohner |
| 1764 | 8 besessene Mann, 1 Häusler  |
| 1834 | 80                           |
| 1871 | 59                           |
| 1890 | 61                           |
| 1910 | 63                           |
| 1925 | 59                           |